# برزخ (مسیحیت)

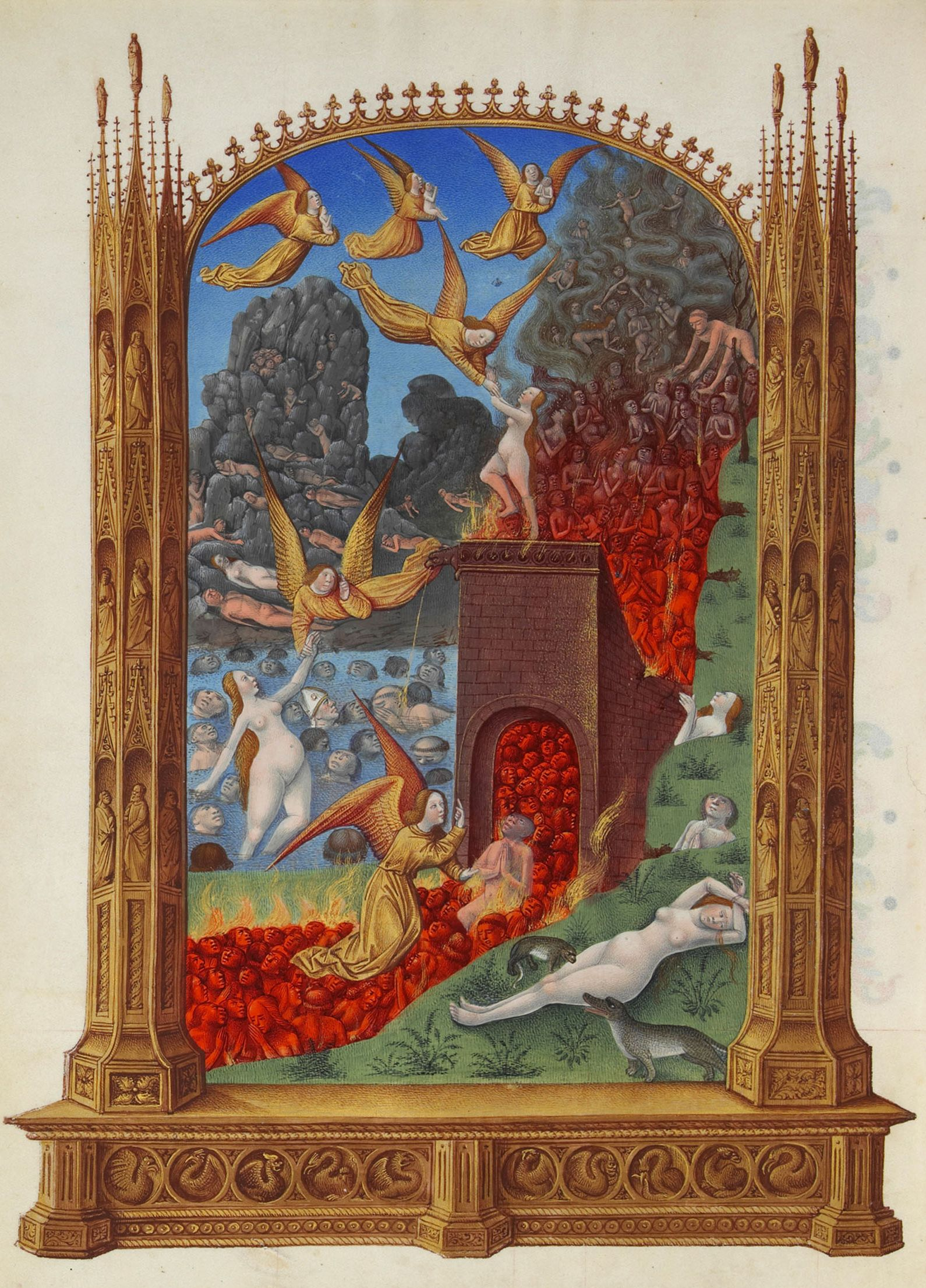
یک نقاشی از برزخ

برزخ محیطی است برای تنبه موقتی افراد. مفهوم برزخ به اوایل مسیحیت باز می‌گردد اما اشاره مستقیم آن بعدها به‌وجود آمد.
اولین اشاره مستقیم به برزخ در قرن ششم میلادی صورت گرفت. و بدین معنی است که کسانی که در دوستی با خداوند بمیرند اما از گناهان برحذر نباشند باید این مرحله را بگذرانند تا پاک شوند. اما پروتستان‌ها وجود چنین مکانی را قبول ندارند.

## استفاده در فرهنگ
از اولین اشاره‌ها می‌توان به کمدی الهی اثر دانته آلیگری اشاره کرد.
برزخ در سریال‌هایی مانند لاست، زندگی روی مریخ، فرینج و سوپرنچرال مورد اشاره قرار گرفته‌است.
در ساوث پارک و در قسمت «ستاره‌های معروف مردگان» به برزخ اشاره می‌شود.